# نورمن پیرتی
نورمن پیرتی (انگلیسی: Norman Peyretti؛ زادهٔ ۶ فوریهٔ ۱۹۹۴) بازیکن فوتبال اهل فرانسه است.
از باشگاه‌هایی که در آن بازی کرده‌است می‌توان به باشگاه فوتبال تون اشاره کرد.